# Miguel Ramos Carrión
Miguel Ramos Carrión (Zamora, 17 de maig de 1848 - Madrid, 8 d'agost de 1915) va ser un dramaturg, periodista i humorista espanyol. La ciutat de Zamora l'honora amb el nom d'un carrer cèntric, així com el Teatro Ramos Carrión.

## Biografia
Va començar a col·laborar a El Museo Universal, setmanari molt llegit que dirigia aquest gran dramaturg del romanticisme. Va fundar el setmanari satíric Las Disciplinas i els seus acudits, versos jocosos, contes humorístics van omplir les pàgines de Madrid Cómico, Blanco y Negro, Gil Blas, El Moro Muza (de l'Havana), El Fisgón, Jeremías, La Publicidad, La Libertad, etcètera. Usà els pseudònims Boabdil el Chico i Daniel.
La seva primera obra, escrita mà a mà amb Eduardo de Lustonó, la hi va acceptar l'empresari Francisco Arderius, que la va estrenar al Variedades (conegut en aquell temps com a teatre «De los Bufos») l'any 1866. La peça es titulava Un sarao y una soirée i va obtenir un èxit molt afalagador. Des de llavors es va dedicar a escriure per al teatre i els seus èxits es van succeir durant cinquanta anys, escrivint en total prop de setanta obres, algunes en solitari i unes altres en col·laboració. La seva última obra es titula Mi cara mitad, i va ser representada en 1908 al teatre Lara.
Es va especialitzar en comèdia i sarsuela i va col·laborar amb autors com Vital Aza, amb qui va formar un dels duos de dramaturgs còmics més famosos de la seva època, amb obres com Los sobrinos del Capitán Grant, El chaleco blanco, La tempestad, Agua, azucarillos y aguardiente, La bruja, El noveno mandamiento, La careta verde i La mamá política, entre d'altres, traduïdes moltes d'elles al francès, alemany, anglès, suec, portuguès, italià i fins a l'esperanto; amb Eduardo de Lustonó, Eusebio Blasco Soler, Salvador María Granés, Carlos Coello, Pina Domínguez, José Campo-Arana, Estremera o Antonio Ramos Martín, el seu fill, nascut en 1885, llicenciat en Filosofia i Lletres, bibliotecari del Casino d'Autors i secretari de la Societat d'Autors i el seu Montepío, i com a dramaturg dedicat principalment al sainet. Ramos Carrión va tenir també un altre fill dramaturg, José Ramos Martín, nascut en 1892, que també fou periodista.
Els títols més coneguts de Ramos Carrión són les sarsueles Agua, azucarillos y aguardiente (1897), amb música de Federico Chueca, Un sarao y una soirée (1866, amb Lustonó), La gallina ciega, Los sobrinos del capitán Grant, etc. A part de Chueca, també treballà amb els compositors Caballero, Ruperto Chapí i Arrieta.
Una versió de la seva obra El noveno mandamiento fou portada a la pantalla per Enrique Carreras en 1963.